# TIAL1
TIAL1‏ (TIA1 cytotoxic granule associated RNA binding protein like 1) هوَ بروتين يُشَفر بواسطة جين TIAL1 في الإنسان.